# Twierdzenie Abela o szeregach potęgowych
Twierdzenie Abela o szeregach potęgowych – twierdzenie analizy zespolonej wiążące zbieżność szeregu potęgowego w punkcie brzegu koła zbieżności ze zbieżnością funkcji reprezentowanej przez szereg wewnątrz koła dla argumentów zbieżnych do tego punktu po pewnej drodze udowodnione przez norweskiego matematyka Nielsa Henrika Abela.

## Sformułowanie
Niech {\displaystyle (a_{n})} będzie ciągiem zespolonym: {\displaystyle (a_{n})_{n\in \mathbb {N} }\in \mathbb {C} ^{\mathbb {N} }.} Jeżeli szereg {\displaystyle \sum _{n=0}^{\infty }a_{n}} jest zbieżny oraz funkcja zespolona określona w kole jednostkowym {\displaystyle f:\{z:|z|<1\}\to \mathbb {C} } jest dana wzorem {\displaystyle f(z)=\sum _{n=0}^{\infty }a_{n}z^{n}} to wówczas {\displaystyle \sum _{n=0}^{\infty }a_{n}=\lim _{z\to 1}f(z),} gdy {\displaystyle z} dąży do 1 po drodze zawartej pomiędzy dwiema cięciwami koła zbieżności wychodzącymi z punktu 1.
Uwagi: Przykładem takiej drogi może być odcinek otwarty {\displaystyle (0,\,1).} Przypadek dowolnego skończonego promienia zbieżności i punktu z jego brzegu może być sprowadzony do promienia 1 i punktu 1.

## Dowód
Oznaczając przez {\displaystyle s_{n}} sumy częściowe szeregu {\displaystyle \sum _{n=0}^{\infty }a_{n},} a przez {\displaystyle s} jego sumę i korzystając z przekształcenia Abela można zapisać:
{\displaystyle f(z)=\sum _{n=0}^{\infty }a_{n}z^{n}=s_{0}+\sum _{n=1}^{\infty }(s_{n}-s_{n-1})z^{n}=\sum _{n=0}^{\infty }s_{n}(z^{n}-z^{n+1})=(1-z)\sum _{n=0}^{\infty }s_{n}z^{n}}
Zgodnie ze wzorem na granicę szeregu geometrycznego: {\displaystyle s=(1-z)\sum _{n=0}^{\infty }sz^{n},} a zatem:
{\displaystyle f(z)-s=(1-z)\sum _{n=0}^{\infty }(s_{n}-s)z^{n}}
Ze zbieżności szeregu wynika, że można dobrać takie {\displaystyle N,} by dla każdego {\displaystyle n>N} wartość wyrażenia {\displaystyle s_{n}-s} była dostatecznie mała (mniejsza od ustalonego {\displaystyle \varepsilon >0}).
Suma pierwszych {\displaystyle N} wyrazów szeregu {\displaystyle \sum _{n=0}^{N}(s_{n}-s)z^{n}} jest dla dowolnego {\displaystyle z} z koła zbieżności ograniczona przez stałą {\displaystyle \sum _{n=0}^{N}|s_{n}-s|.} Ponieważ dla {\displaystyle z} dostatecznie bliskich 1 wartość {\displaystyle |1-z|} jest dowolnie mała, wyrażenie {\displaystyle (1-z)\sum _{n=0}^{N}(s_{n}-s)z^{n}} dąży do zera.
Korzystamy z potęgi punktu 1 względem okręgu o środku 0 przechodzącego przez {\displaystyle z} dla prostych przechodzących przez {\displaystyle z} (wtedy jeden z odcinków ma długość {\displaystyle |1-z|}) i 0 (wtedy jeden z odcinków ma długość {\displaystyle 1-|z|}).
Wnioskujemy, że jeśli {\displaystyle z} leży pomiędzy pewnymi cięciwami (można zakładać, że cięciwy są symetryczne względem {\displaystyle (0,1),} bo zmiana cięciwy pod mniejszym kątem na symetryczną do drugiej zwiększa obszar zawarty między nimi), a {\displaystyle |z|>r,} gdzie {\displaystyle r} to promień okręgu o środku 0 stycznego do obu cięciw (dla {\displaystyle z} dostatecznie bliskich 1 można tak zakładać), to zachodzi nierówność:
{\displaystyle {\frac {|1-z|}{1-|z|}}<{\frac {2}{l}}}
gdzie {\displaystyle l} jest długością odcinka pomiędzy 1 a punktem styczności cięciwy.
Dla {\displaystyle |z|<1} zachodzi:
{\displaystyle (1-z)\sum _{n=N+1}^{\infty }(s_{n}-s)z^{n}\leqslant |1-z|\varepsilon \sum _{n=N+1}^{\infty }|z|^{n}=\varepsilon |z|^{N+1}{\frac {|1-z|}{1-|z|}}}
i ze względu na ograniczoność {\displaystyle {\frac {|1-z|}{1-|z|}}} i dowolność wyboru {\displaystyle \varepsilon ,} wyrażenie może być dowolnie małe. Zatem również {\displaystyle f(z)-s} jest dla {\displaystyle z} dostatecznie bliskich 1 dowolnie małe.